# Guin, Alabama
Guin är en ort i Marion County i delstaten Alabama, USA.